# 73 Dywizjon Rakietowy Obrony Powietrznej
73 Dywizjon Rakietowy Obrony Powietrznej (73 dr OP) – samodzielny pododdział Wojsk Obrony Przeciwlotniczej Sił Powietrznych.
Dywizjon stacjonował w Oświęcimiu, podlegał dowódcy 1 Śląskiej Brygady Rakietowej Obrony Powietrznej. 30 czerwca 2011 dywizjon został rozformowany.

## Historia
Dywizjon sformowano na podstawie Zarządzenia Szefa Sztabu Generalnego WP Nr 021/Org. z 30 marca 1978 roku oraz rozkazu wykonawczego Dowódcy Wojsk OPK nr 056/Org. z 25 kwietnia 1978 i dyslokowano w Oświęcimiu, z podległością dowódcy 1. Dywizji Artylerii OPK. Pierwszym uzbrojeniem jednostki były zestawy rakietowe S-125 Newa. Do zadań dywizjonu należała obrona terenu Śląska i zachodniej Małopolski.
W maju 1981 roku dywizjon przeprowadził pierwsze strzelania bojowe na poligonie w Aszułuku w ZSRR.
W latach 1993, 1996 i 2000 dywizjon odbył strzelania na poligonie w Ustce.
W roku 2002 jednostka została wyposażona w zmodernizowany zestaw S-125 Newa-SC.
W związku ze zmianami w strukturach Sił Powietrznych, decyzją MON nr Z-37/Org./P1 z 27 maja 2010 roku, następnie decyzją MON nr PF-68/Org./SSG/ZOiU-P1 z 19 sierpnia 2010 roku oraz wykonawczym rozkazem Dowódcy Sił Powietrznych nr PF-211 z 8 września 2010 roku zdecydowano o rozformowaniu jednostki w terminie do 30 czerwca 2011. Na bazie jej środków sformowano nowy 35. dr OP w Skwierzynie.
Dywizjon posiadał własną odznakę pamiątkową oraz oznakę rozpoznawczą, wprowadzone decyzją nr 128/MON z 10 kwietnia 2006.
Święto jednostki obchodzone było corocznie w dniu 9 czerwca – decyzja nr 239/MON z 25 maja 2007.

## Struktura
- dowództwo
- sztab
- bateria dowodzenia
- bateria radiotechniczna
- bateria startowa (S-125 Newa-SC)

## Dowódcy dywizjonu
- 1978–1984 – ppłk Roman Sobik
- 1984–1986 – ppłk Marian Szczecina
- 1986–1987 – ppłk Ryszard Kostarek
- 1987–2003 – ppłk Jan Kanarek
- 2003–2004 – ppłk Roman Janiszewski
- 2004–27 czerwca 2011 – ppłk Mieczysław Jeweczko
- 27 czerwca 2011 - 30 czerwca 2011 – cz. p.o. por. Krzysztof Sudia

## Podporządkowanie
- 1 Dywizja Artylerii OPK (1978–1988)
- 1 Brygada Artylerii OPK (1988–1991)
- 1 Śląska Brygada Rakietowa Obrony Powietrznej (1991–2011)